# Socialisme científic

El socialisme científic és un terme que va encunyar el 1840 Pierre-Joseph Proudhon en el seu llibre La Propietat és un robatori! per referir-se a una societat governada per un govern científic, és a dir, un govern on la sobirania del qual restés a la raó, més que per pura voluntat: 
Així, en una societat donada, l'autoritat d'home sobre home és inversament proporcional a l'etapa de desenvolupament intel·lectual que aquella societat ha assolit; i la duració probable d'aquella autoritat pot ser calculada del desig més o menys general d'un govern cert, — que és, per un govern científic. De la mateixa manera que el dret de força i el dret d'artifici es retrocedeixen davant l'avanç constant de la justícia, i s'han d'extingir per fi en igualtat, així, la sobirania de la voluntat cedirà a la sobirania de la raó i, finalment, es perdrà en el socialisme científic.
Més endavant; el 1880, Friedrich Engels va utilitzar el terme per descriure la teoria social-política-econòmica de Karl Marx.
Tot i que el terme socialisme ha significat específicament una combinació de ciències polítiques i econòmiques, és també aplicable a una àrea més àmplia de la ciència englobant el que són avui considerades sociologia i humanitats. La distinció entre socialisme utòpic i científic es va originar amb Marx, qui va criticar les característiques utòpiques del socialisme francès i de la política econòmica anglesa i escocesa. Engels més tard va argumentar que els socialistes utòpics van fallar a reconèixer per què el socialisme va sorgir en el context històric en què ho va fer, que va sorgir com a resposta a contradiccions socials noves d'un nou mode de producció, el capitalisme. Reconeixent la naturalesa del socialisme com la resolució d'aquesta contradicció i aplicant una comprensió científica minuciosa del capitalisme, Engels va afirmar que el socialisme s'havia alliberat d'un estat primitiu i s'havia convertit en ciència. Aquest canvi dins el socialisme va ser vist tan complementari a canvis en biologia contemporània començades per Charles Darwin i la comprensió de l'evolució per selecció natural—Marx i Engels van veure aquesta nova comprensió de la biologia com essencial a la nova comprensió del socialisme i viceversa.
Mètodes similars per analitzar tendències socials i econòmiques i implicant el socialisme com a producte de l'evolució socioeconòmica també han estat utilitzats per teòrics no marxistes, com Joseph Schumpeter i Thorstein Veblen.

## Metodologia
El socialisme científic es refereix a un mètode per entendre i pronosticar fenòmens socials, econòmics i materials examinant les seves tendències històriques a través de l'ús del mètode científic per tal de derivar resultats i desenvolupaments futurs probables. És en contrast al que els socialistes més tardans van referir-se a socialisme utòpic—un mètode basat en establir proposicions aparentment racionals per organitzar la societat i convèncer els altres de la seva racionalitat i / o desitjabilitat. També contrasta amb idees liberals clàssiques de llei natural, les quals estan fonamentades en idees metafísiques de moralitat més que una dinàmica materialista o concepció fisicalista del món.
Els socialistes científics consideren que els desenvolupaments socials i polítics estan en gran manera determinats per les condicions econòmiques en contraposició a les idees en contrast amb els socialistes utòpics i els liberals clàssics i creuen així que les relacions socials i les nocions de moralitat es basen en el context en relació amb la seva etapa específica de desenvolupament econòmic. Per tant, tant els sistemes econòmics del socialisme com del capitalisme no són construccions socials que es poden establir en qualsevol moment a partir de la voluntat i dels desitjos subjectius de la població, sinó que són productes d'evolució social. Un exemple d'això va ser l'arribada de l'agricultura que va permetre a les comunitats humanes produir un excedent: aquest canvi en el desenvolupament material i econòmic va comportar un canvi en les relacions socials i va fer que l'antiga forma d'organització social basada en la vida de subsistència quedés obsoleta i va suposar un obstacle per més progressos materials. El canvi de les condicions econòmiques va requerir un canvi en l'organització social.

## Crítica
En el seu llibre La Societat Oberta i Els seus Enemics, el filòsof de ciència Karl Popper va caracteritzar el socialisme científic com a pseudociència. Argumenta que el seu mètode és el que ell anomena "historicisme", és a dir, el mètode d'analitzar tendències històriques i derivar lleis universals d'elles. Critica aquesta aproximació com a no científica, ja que les seves reivindicacions no poden ser provades i en particular no estan sotmeses a ser rebutjades.